# Wildermieming
Wildermieming – gmina w zachodniej Austrii, w kraju związkowym Tyrol, w powiecie Innsbruck-Land. Leży ok. 40 km na zachód od Innsbrucku i ok. 4 km na zachód od Telfsu.

## Dzielnice
- Wildermieming-Dorf
- Wildermieming-Siedlung
- Affenhausen (nazwa pochodzi od św. Afry z Augsburga, patrona woźniców)

### Sąsiednie gminy
- Garmisch-Partenkirchen
- Leutasch
- Mieming
- Telfs

## Herb
Herb Wildermieminga na zielonym tle przedstawia złotą gałąź sosnową, która oznacza dla miasta ochronę przed lawinami błotnymi.

## Historia
Nazwa Wildermieming po raz pierwszy pojawiła się w dokumentach w 1071 roku. W 1833 roku został oddzielony od gminy Mieming, a w 1925 roku został włączony z powiatu Imst do powiatu Innsbruck-Land.

## Populacja
| Dane historyczne                        | Dane historyczne | Dane historyczne |
| Rok                                     | Ludność          | Zm., %           |
| --------------------------------------- | ---------------- | ---------------- |
| 1869                                    | 405              | –                |
| 1880                                    | 386              | −4,7%            |
| 1890                                    | 340              | −11,9%           |
| 1900                                    | 323              | −5%              |
| 1910                                    | 328              | 1,5%             |
| 1923                                    | 330              | 0,6%             |
| 1934                                    | 347              | 5,2%             |
| 1939                                    | 314              | −9,5%            |
| 1951                                    | 352              | 12,1%            |
| 1961                                    | 364              | 3,4%             |
| 1971                                    | 465              | 27,7%            |
| 1981                                    | 586              | 26%              |
| 1991                                    | 684              | 16,7%            |
| 2001                                    | 772              | 12,9%            |
| 2011                                    | 864              | 11,9%            |
| 2014                                    | 897              | 3,8%             |
| Powyższe dane nie mają podanego źródła! |                  |                  |

## Polityka
Ostatnie wybory na burmistrza Wildermieminga odbyły się dnia 14 marca 2010 roku. Na stanowisko burmistrza został wybrany Klaus Stocker, który uzyskał wówczas 66,89%.
| Parria                           | Procent | Głosy | Miejsca w radzie miasta | Podłączenie |
| -------------------------------- | ------- | ----- | ----------------------- | ----------- |
| Bürgermeisterliste               | 25,34%  | 150   | 3                       | A           |
| Für Wildermieming                | 12,16%  | 72    | 1                       | B           |
| Sozialdemokraten und Parteifreie | 12,16%  | 72    | 1                       | A           |
| Frischer Wind                    | 50,34%  | 298   | 6                       | B           |

## Galeria

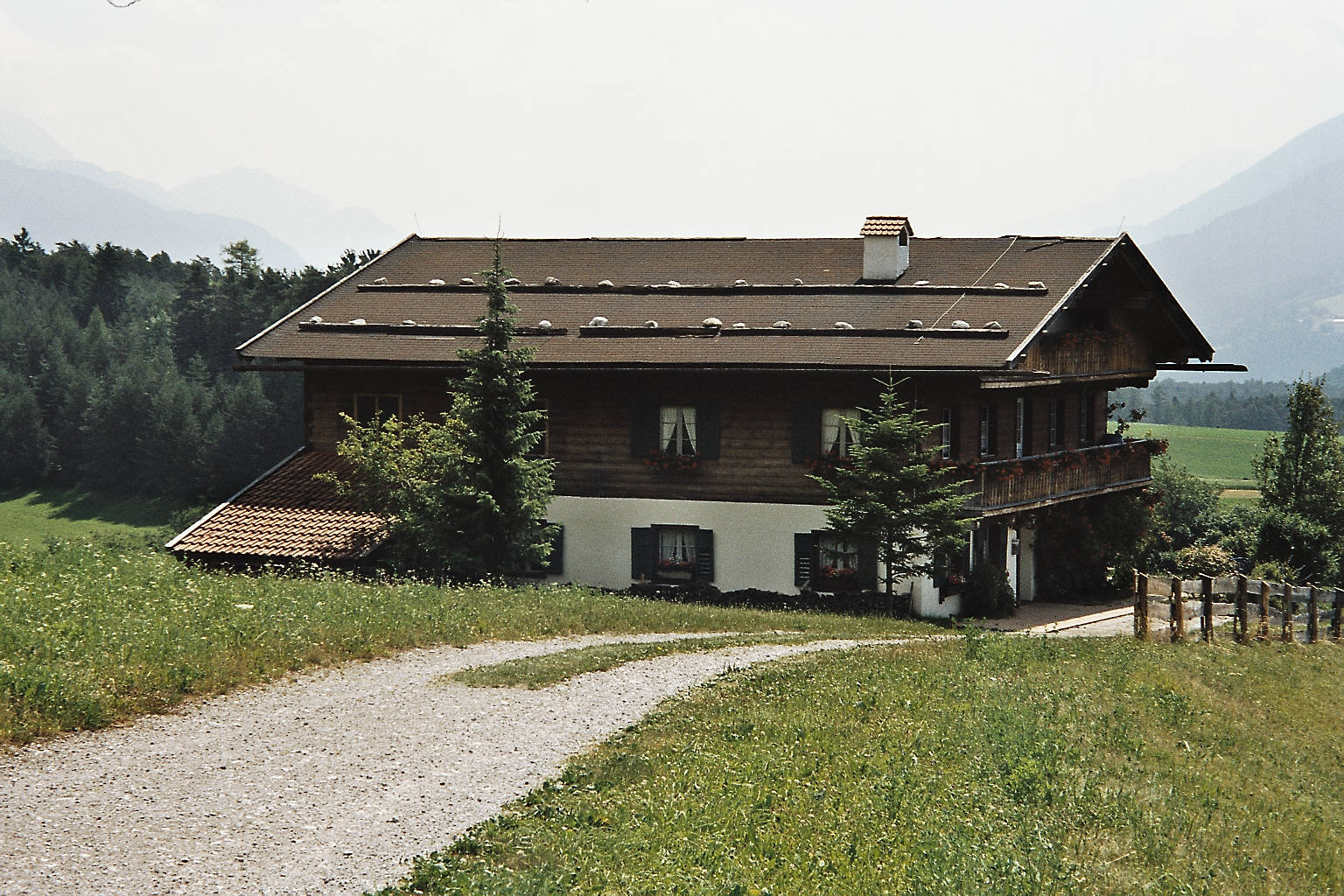
Fikcyjny dom doktora - miejsce akcji serialu Doktor z alpejskiej wioski
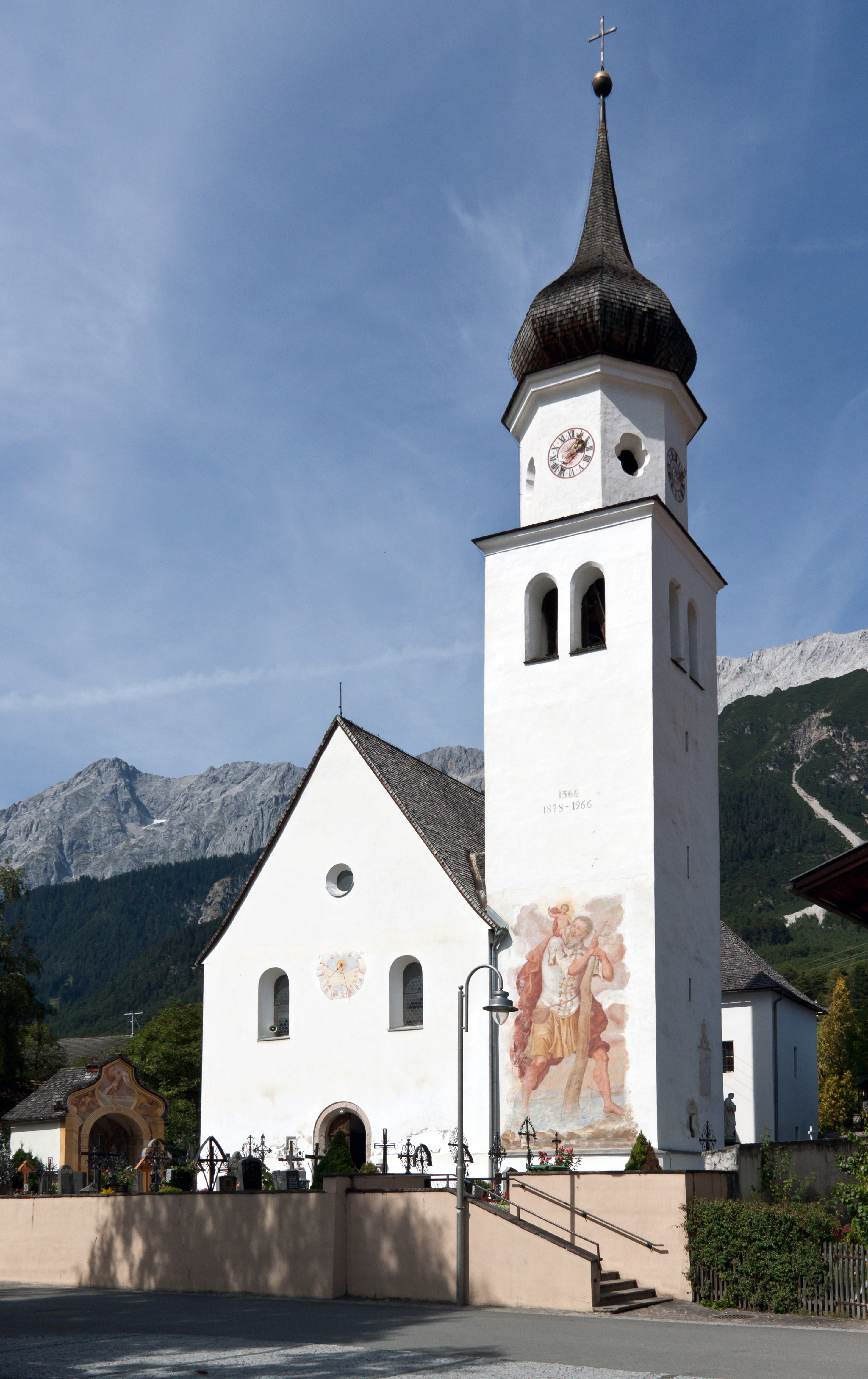
Parafia pw. św. Mikołaja (Hl. Nikolaus)
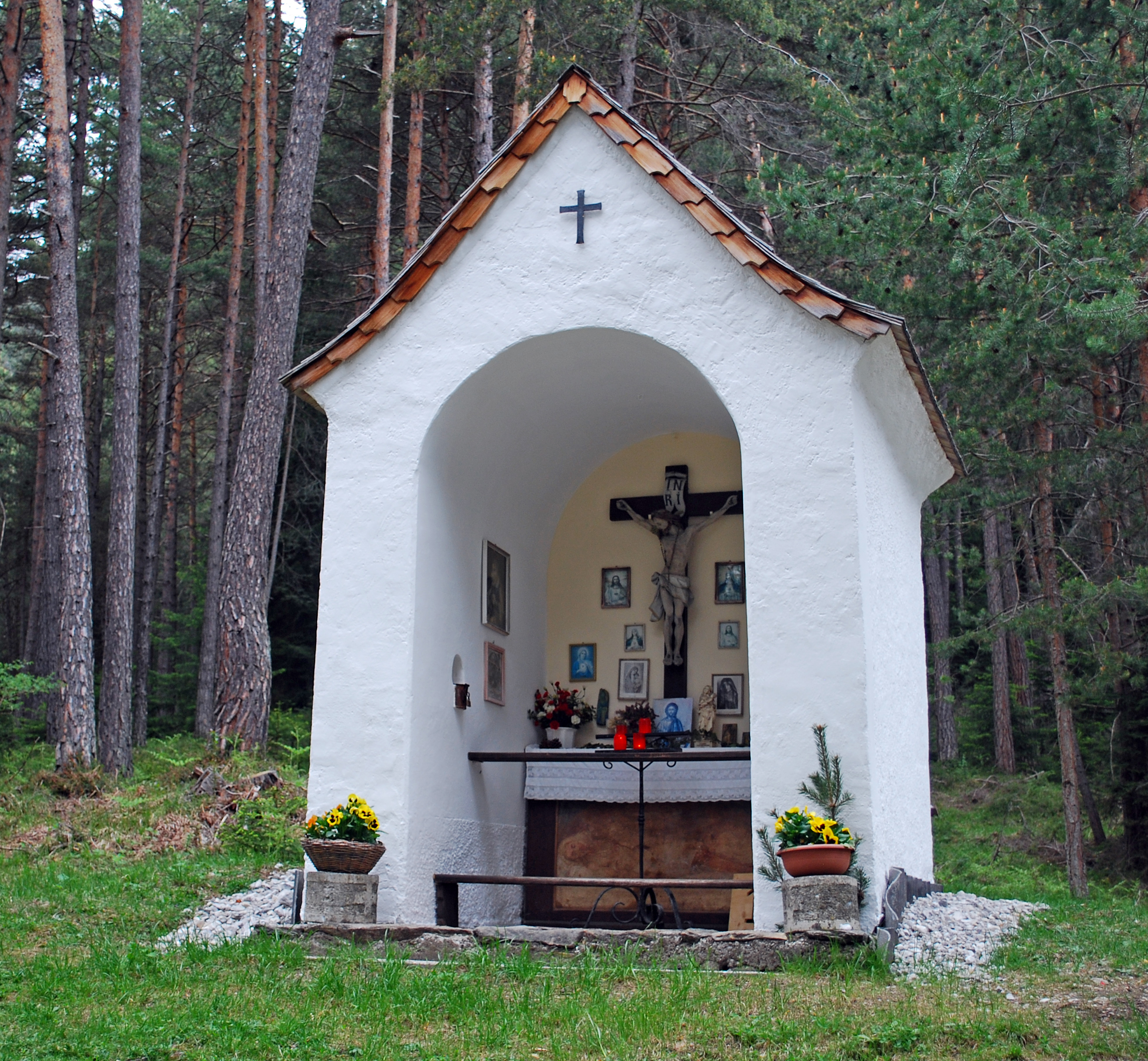
Kaplica Sagenkapelle
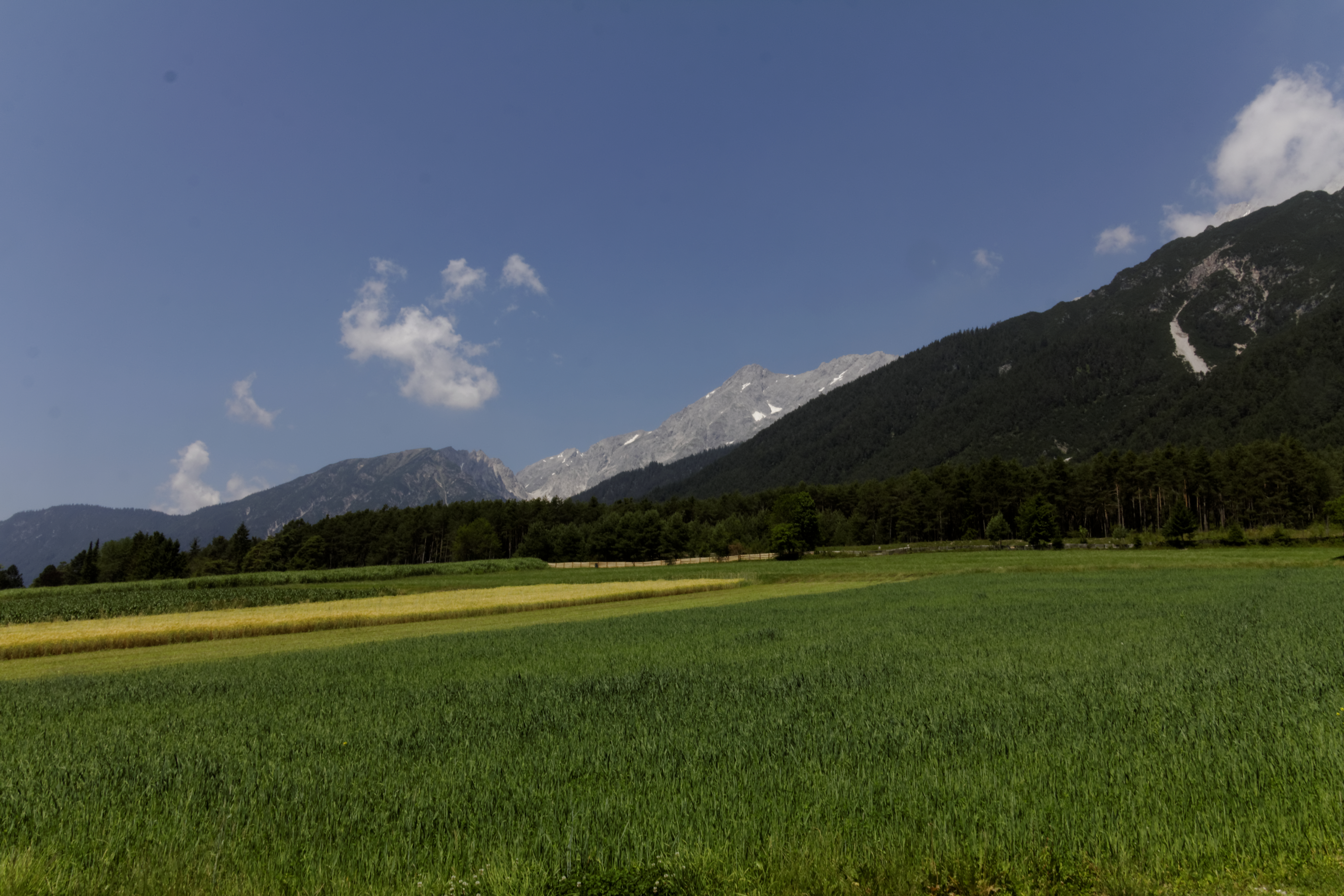
Krajobraz Wildermieminga